# VTuber nanda ga Haishin Kiriwasuretara Densetsu ni Natteta
VTuber nanda ga Haishin Kiriwasuretara Densetsu ni Natteta (VTuberなんだが配信切り忘れたら伝説になってた?), conocida como VTuber Legend: How I Went Viral after Forgetting to Turn Off My Stream en inglés, es una serie de novelas ligeras japonesas escritas por Nana Nanato e ilustradas por Siokazunoko. La serie se originó en los sitios web de publicación de novelas Hameln y Kakuyomu en 2020, antes de comenzar a publicarse bajo el sello de novelas ligeras Fujimi Fantasia Bunko de Fujimi Shobo en mayo de 2021, que ha publicado ocho volúmenes hasta noviembre de 2023. La serie tiene licencia en inglés de J-Novel Club. 
Una adaptación a manga de Roto Fujisaki comenzó a serializarse en la revista Comp Ace de Kadokawa Shoten en agosto de 2023. Una adaptación de la serie de televisión de anime producida por TNK se emitió de julio a septiembre de 2024.

## Sinopsis
Yūki Tanaka, una ex esclava asalariada de veinte años, ahora trabaja entre sus ídolos: los streamers de Live-On, una de las principales empresas de VTubers de Japón. Su papel como la personaje hermosa y educada Awayuki Kokorone, ofrece solo el contenido más elegante para sus fans. Desafortunadamente, su número de suscriptores y sus ahorros están por los suelos. Una noche, después de que Yūki cree que ha terminado su transmisión, suelta algunas cervezas frías (y más de un chiste grosero) mientras ve los archivos de video de Live-On. Sin que ella se diera cuenta, sus espectadores lo escuchan todo desde su streaming y los clips de sus comentarios obscenos y embriagantes se vuelven virales de la noche a la mañana. Yūki cree que su carrera ha terminado... hasta que su gerente revela que todos en Live-On han estado esperando a que ella pierda la cabeza todo el tiempo y le da rienda suelta para beber durante la transmisión.

## Personajes
Awayuki Kokorone (心音 淡雪 Kokorone Awayuki?)
 Seiyū: Ayane Sakura, Krishna Tapia (español latino)
Sei Utsuki (宇月 聖 Utsuki Sei?)
 Seiyū: Yū Kobayashi, Valca Ponzanelli (español latino)
Mashiro Irodori (彩 ましろ Irodori Mashiro?)
 Seiyū: Saku Mizuno, Carmen Mazariegos (español latino)
Hikari Matsuriya (祭屋 光 Matsuriya Hikari?)
Seiyū: Machico, Aimeé Dorantes (español latino)
Chami Yanagase (柳瀬 ちゃみ Yanagase Chami?)
 Seiyū: Sayaka Kikuchi, Samanta Figueroa (español latino)
Shion Kaminari (神成 シオン Kaminari Shion?)
 Seiyū: Sumire Morohoshi, Hory Monst Vt (español latino)
Nekoma Hirune (昼寝 ネコマ Hirune Nekoma?)
 Seiyū: Ayaka Ōhashi
Hareru Asagiri (朝霧 晴 Asagiri Hareru?)
 Seiyū: Yoko Hikasa, Lucia Suárez (español latino)
Arisu Sōma (相馬 有素 Sōma Arisu?)
 Seiyū: Azusa Tadokoro, Elie Rojo (español latino)
Eirai Sonokaze (苑風 エーライ Sonokaze Eirai?)
 Seiyū: M.A.O, Yetzary Olcort (español latino)
Kaeru Yamatani (山谷 還 Yamatani Kaeru?)
 Seiyū: Ai Kayano , Valeria Tavera (español latino)

## Contenido de la obra

### Novela ligera
La serie está escrita por Nana Nanato e ilustrada por Siokazunoko. Se originó como una novela web publicada en el sitio web de novelas de Hameln el 22 de junio de 2020, luego también en el sitio web de Kakuyomu el 4 de agosto de 2020. Posteriormente fue adquirida por Fujimi Shobo, quien comenzó a publicar la serie bajo su novela ligera Fujimi Fantasia Bunko. imprimir el 20 de mayo de 2021. Hasta noviembre de 2023, se han publicado ocho volúmenes. En marzo de 2022, J-Novel Club anunció que había obtenido la licencia de la serie para su publicación en inglés.

### Manga
Se anunció una adaptación a manga el 11 de junio de 2021. Dirigida por Roto Fujisaki, comenzó a serializarse en la revista Comp Ace de Kadokawa Shoten el 25 de agosto de 2023.

### Anime
El 19 de enero de 2023 se anunció una adaptación de la serie de televisión de anime. Será producida por TNK y dirigida por Takuya Asaoka, con guiones escritos por Deko Akao y diseños de personajes a cargo de Reina Iwasaki. La serie utiliza Live2D, con la dirección de Live2D a cargo de Live2D Juku y el rastreador de movimiento Live2D a cargo de Nizima Live. La serie se emitió del 7 de julio al 22 de septiembre de 2024, en AT-X y otras cadenas. El tema de apertura es "Virtual Show Time!"  interpretada por Ayane Sakura. Crunchyroll obtuvo la licencia de la serie fuera de Asia. Medialink obtuvo la licencia de la serie en el este, sudeste asiático y Oceanía (excepto Australia y Nueva Zelanda) para su transmisión en el canal de YouTube de Ani-One Asia.
El 18 de junio de 2024, Crunchyroll anunció que la serie había recibido un doblaje en español latino, la cual se estrenó el 28 de julio.